# SOMAFEL
SOMAFEL - Engenharia e Obras Ferrovárias, S.A., más conocida por la denominación SOMAFEL, es una empresa portuguesa de ingeniería y construcción ferroviaria.

## Características
SOMAFEL se describe como una sociedad anónima, con sede en Porto Salvo, cuya principal actividad se relaciona con la construcción, renovación y mantenimiento de infraestructuras ferroviarias, y la edificación de diversas estructuras necesarias en las actividades ferroviarias, pero que no se encuadran directamente en este tema, como terraplenes, drenajes y muros, entre otras.

## Evolución histórica
Constituida en 1956 por Diogo Pereira Coutinho, inició sus actividades en el campo de la construcción ferroviaria en la década de 1960, en Angola y en el Metropolitano de Lisboa. En 1992, su capital fue totalmente adquirido por las empresas Teixeira Duarte - Ingeniería y Construcción, S.A., y Soares da Costa, SGPS S.A.. En 2002, inició su primer proyecto en Marruecos.

## Proyectos concluidos
Construcción de infraestructuras ferroviarias

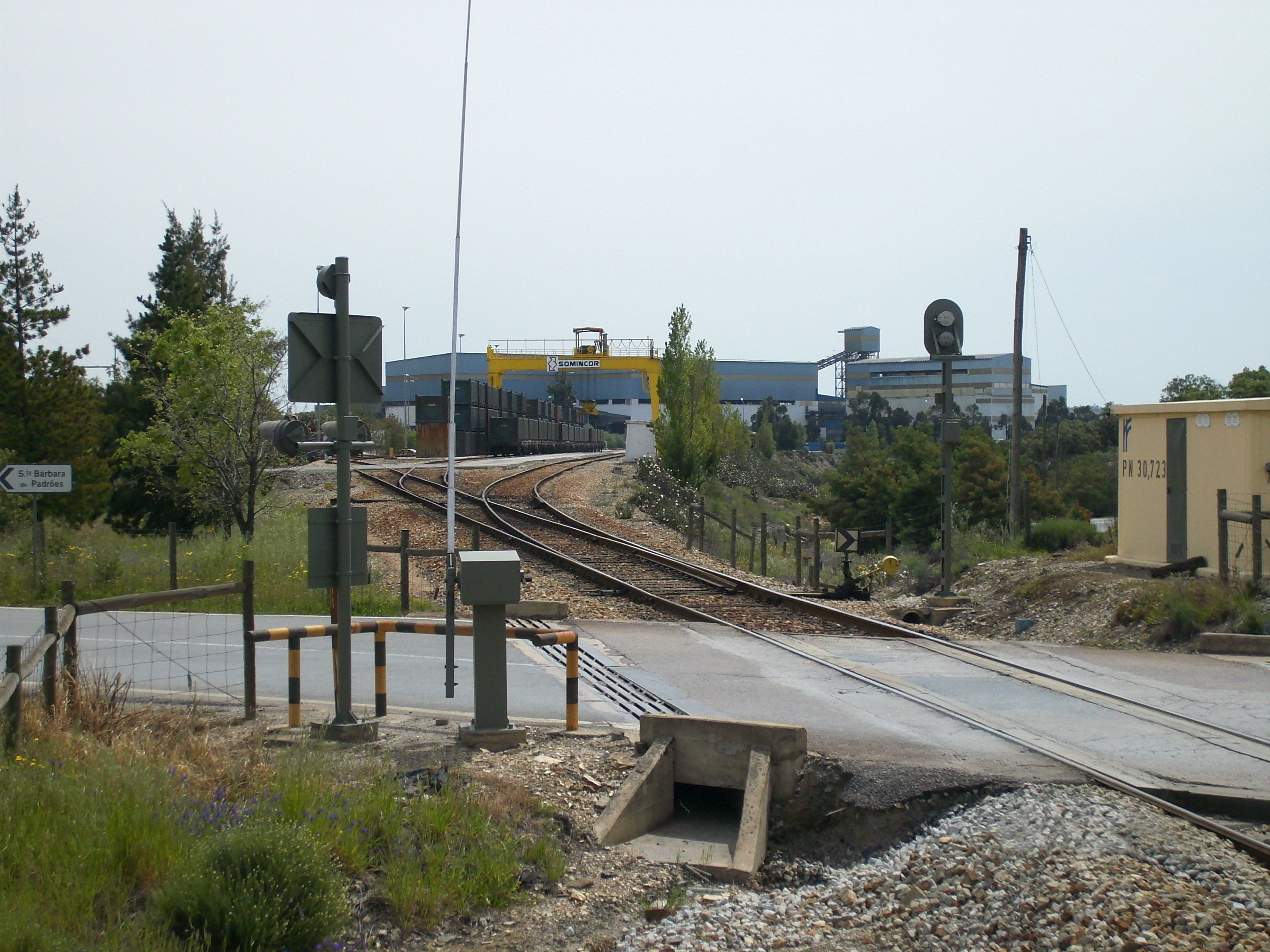
Ramal de la Mina de Neves Corvo.

- Construcción de la Variante del Ferrocarril de Moçâmedes (Angola, 1963)
- Construcción del Ramal de las Cenizas de la EDP en Sines (1988)
- Construcción del Ramal de la Somincor, entre Ourique y Neves Corvo (1990)
- Construcción del Ramal de las Pirites Alentejanas (Aljustrel, 1991)
- Construcción del Tramo Pinhal Novo - Penalva del Eje Norte-sur (1993)
- Construcción del tramo entre las Estaciones Ferroviarias de Pragal y Fogueteiro del Eje Norte-sur (1998)
- Cuadruplicación de la vía entre la Estación de Sete Rios y Benfica, en la Línea de Sintra (Lisboa, 1994)
- Cuadruplicación de la vía entre las Estaciones Ferroviarias de Braço de Prata y Alhandra, en la Línea del Norte (1996)
- Duplicación de varios tramos de vía en Marruecos (2002)

Renovación, conservación y manutención de vías ferroviarias

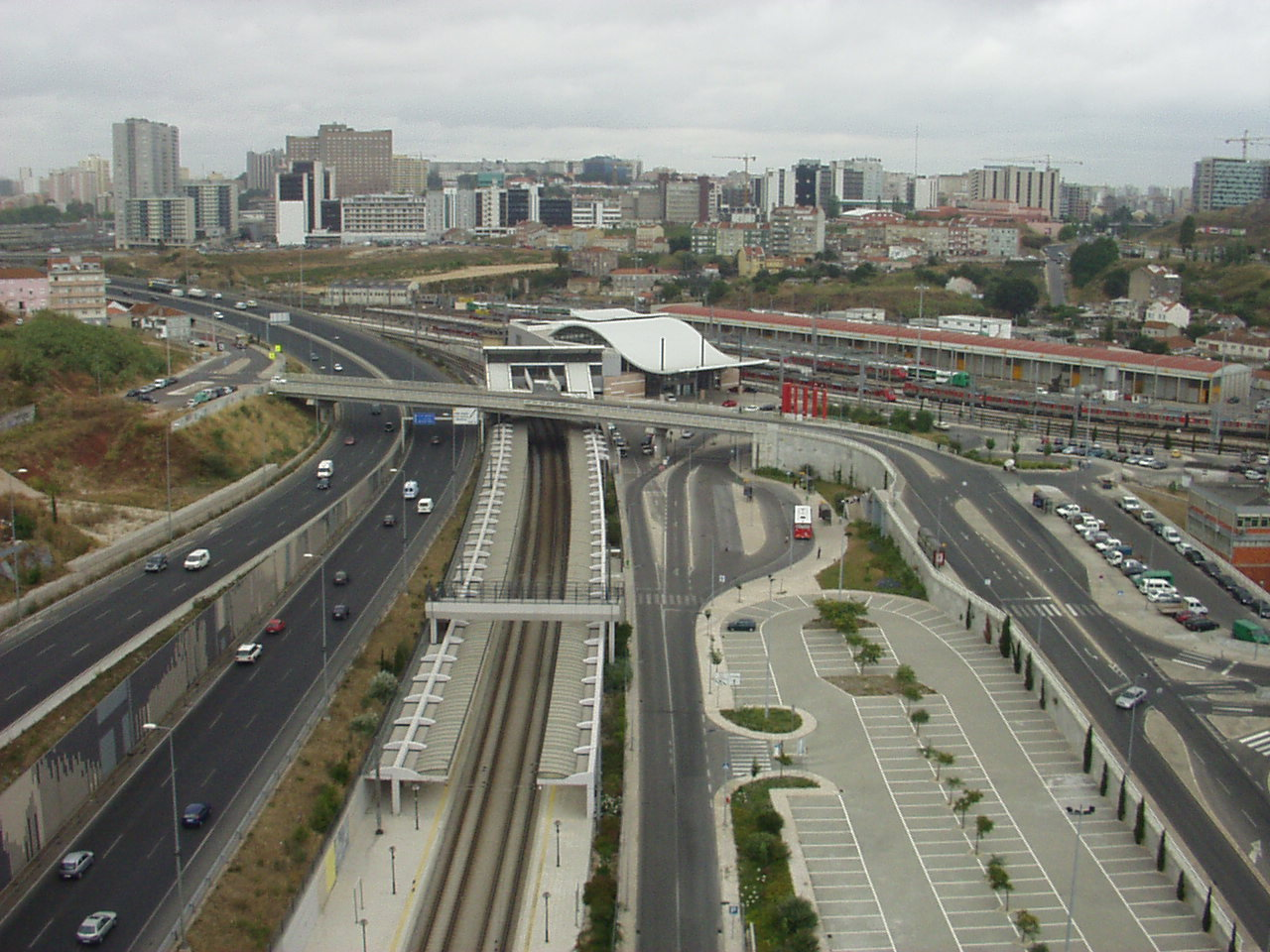
Estación Ferroviaria de Campolide, inicio de la Línea del Sur.

- Renovación integral de vía de la red Ferroviaria Portuguesa, en un total de 1600 kilómetros (1970 - 1975)
- Renovación integral de 538 km de la Línea Férrea Nacala - Cuamba (Mozambique, 1984- 1993)
- Renovación de varios tramos de vía, en la Línea de Beira Alta (1994)
- Renovación de la Línea de Leixões (1995)
- Renovación y modernización de varios tramos de la Línea del Norte, en consorcio (1999 - 2005)
- Renovación y modernización de varios tramos de la Línea del Sur (2002 - 2004)
- Conservación mecánica pesada de la Red Ferroviaria Nacional desde 1974 (cubre cerca de 500 kilómetros por año)
- Conservación plurianual de la Línea de Beira Alta, en régimen de disponibilidad permanente de infraestructura (1999 - 2004)
- Rellenado de diversos tramos de la Línea del Oeste (2000 - 2002)
- Rellenado de varios tramos de la Línea del Norte (1994 - 1996)
- Rehabilitación del Túnel de Rossio (Lisboa, 2005 - 2006)[6]

Construcción y manutención de metropolitanos ligeros y pesados

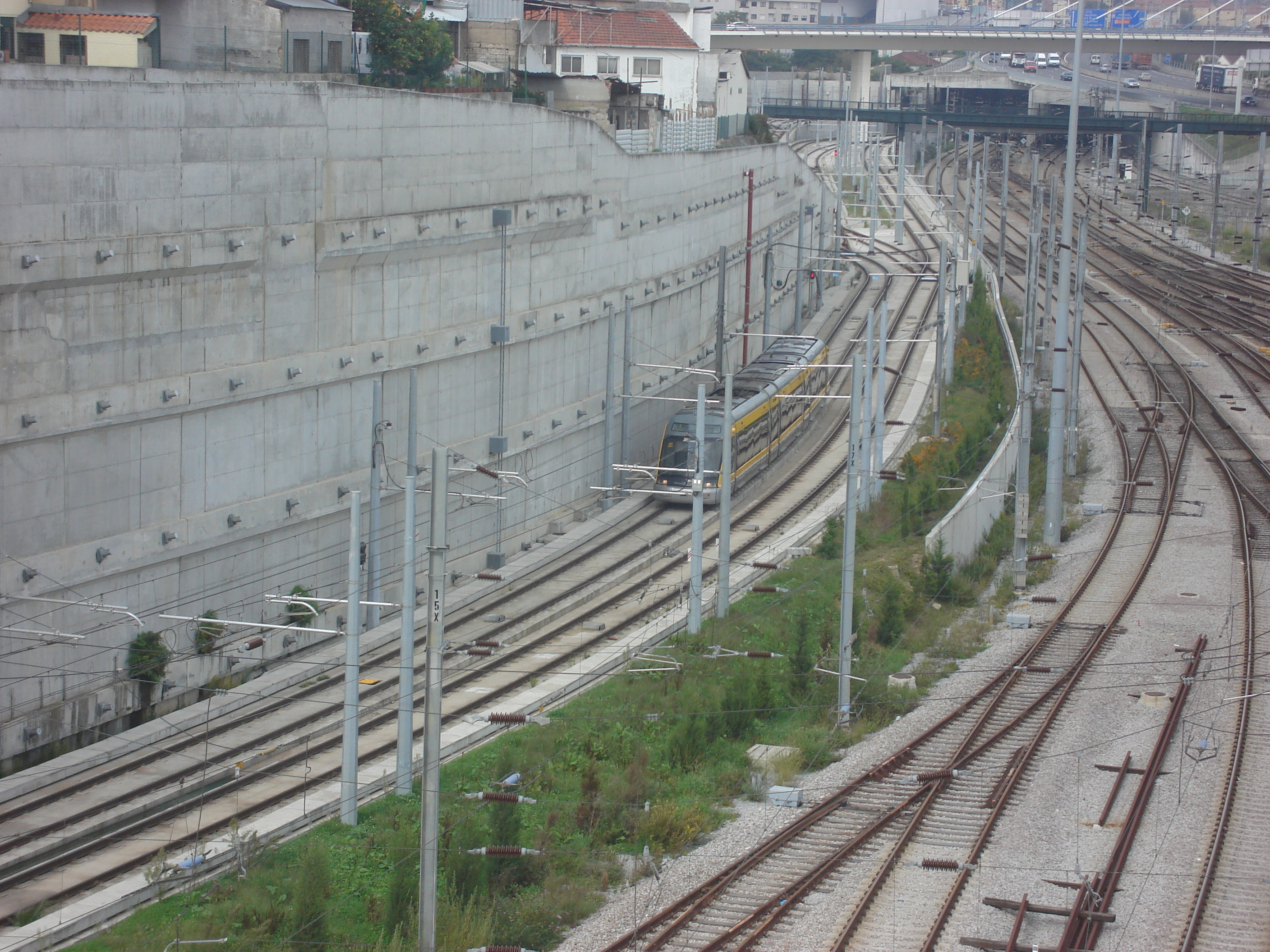
Metro de Porto, junto a la Estación de Porto-Campanhã.

- Construcción de varios tramos del Metropolitano de Lisboa (desde 1966)
- Llenado y asentado de vías en el Metro de Porto
- Construcción del Parque de Material Circulante del Metro de Porto en Guifões
- Construcción de vía del Metro Sur del Tajo, en consorcio (proyecto en curso)

Proyectos especiales
- Construcción del Sistema Automático de Transporte Urbano (SATU) (Oeiras)
- Construcción del camino de rodaje portuario en Sines
- Soldadura eléctrica de los carriles en el tablero ferroviario del Puente 25 de abril
- Edificación de vía sin fijaciones, embebida en elastómero, en la Estación de Cais do Sodré y en el Túnel de Pragal (Lisboa)
- Adecuación del sistema de catenaria de las plataformas de Vaires-sur-Marne y Chelles, en Francia